# Meurcourt
Meurcourt é uma comuna francesa na região administrativa de Borgonha-Franco-Condado, no departamento de Alto Sona. Estende-se por uma área de 11,89 km². Em 2010 a comuna tinha 344 habitantes (densidade: 28,9 hab./km²).